# أميلي أوديا كاستيرا
أميلي أوديا كاستيرا (مواليد 9 أبريل 1978) هي سياسية، سيدة أعمال ولاعبة تنس سابقة تشغل منصب وزيرة الرياضة في حكومة إليزابيث بورن.